# Гурија
Гурија (груз. გურია [guria] — Гуриа) је регија и историјска покрајина у западној Грузији. Регија се простире на 2.033 km² и има 113.350 становника (2014). Главни град регије је Озургети.

## Географија
Гурија граничи са Мегрелијом, односно регијом Мегрелија-Горња Сванетија на северу, Имеретијом на североистоку, регијом Самцхе-Џавахетија на истоку и Аџаријом на југу. Западна Гурија се налази на обалама Црног мора.
Гурија се састоји од три административних рејона:
- Озургети
- Ланчхути
- Чохатаури

## Историја
Топоним „Гурија“ се користи од 9. века. У 15. веку Гурија је била самостална кнежевина која се састојала од територије данашње регије и део Аџарије, укључујући град Батуми. Кнежевина затим слаби због конфликта са Османским царством. Године 1829. кнежевину је анектирала Русија.
Од 1918. до 1921. Гурија је била део Демократске Републике Грузије, а касније СССР. Године 1995. формирана је регија Гурија.

## Демографија
Према попису из 2014. регија Гурија има 113.350 становника.

### Етничка структура
- Грузини 98,07%
- Јермени 1,08%
- Руси 0,50%[3]